# Franco De Chiara
Franco De Chiara (* 1948 in Rom) ist ein italienischer Filmschaffender und Autor.

## Leben
De Chiara, Sohn des Dramaturgen Ghigo De Chiara, war beim Film zunächst, ab 1973, als Tonmeister, dann bald als Regieassistent tätig. Nach einem Auftritt als Schauspieler schrieb, inszenierte und produzierte er 1983 Dentro casa, in dem er auch eine Hauptrolle übernahm. Der Film wurde ein Misserfolg; De Chiara zog sich aus der Filmarbeit zurück und wandte sich zunächst dem Theater zu. Später arbeitete er für die RAI in unterschiedlichen Funktionen.
2009 veröffentlichte De Chiara den Erzählband Non più di nove minuti.